# Axel Braun

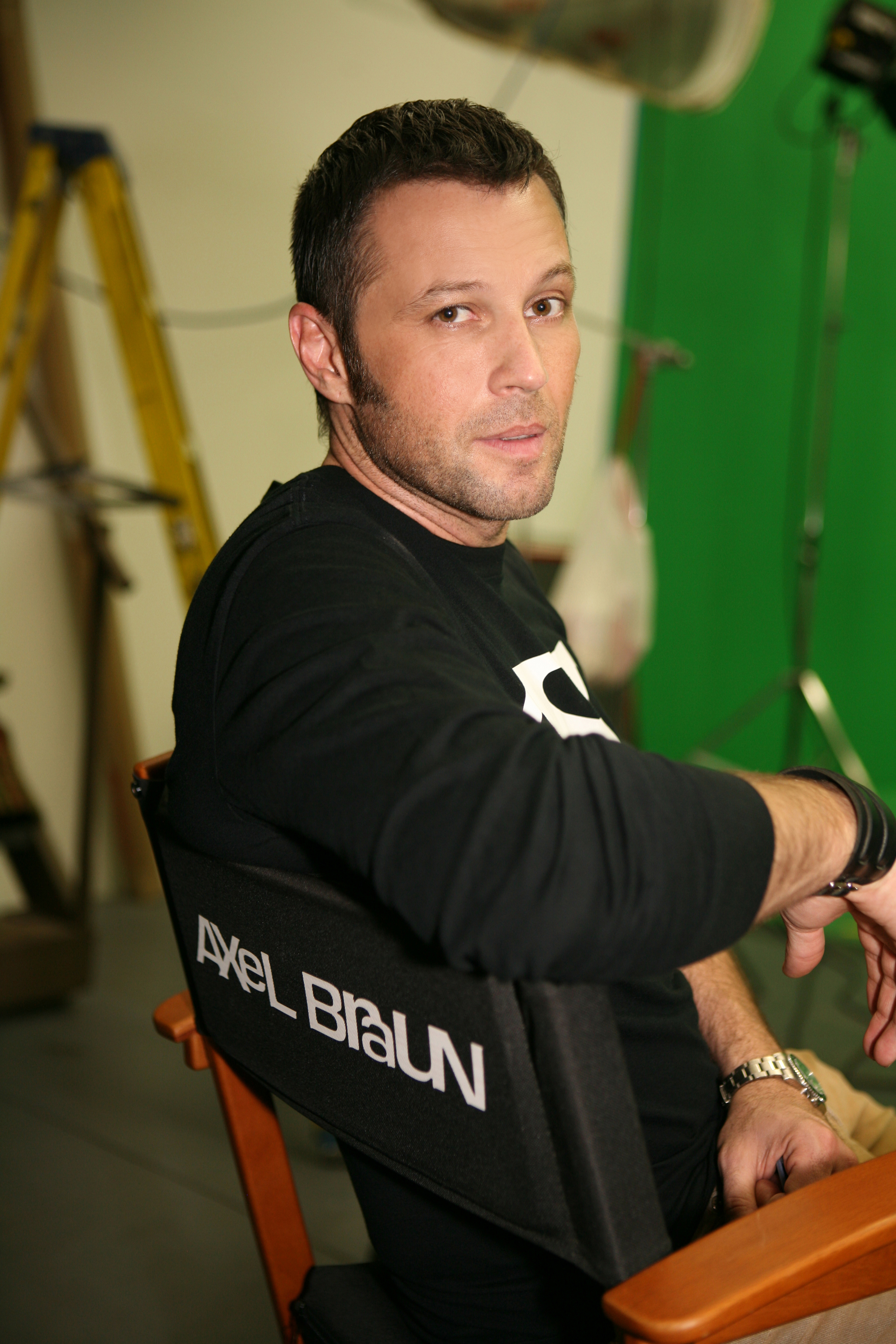
Axel Braun

Axel Braun, eigentlich Alessandro Re (* 22. September 1966 in Mailand) ist ein italienischer Pornoregisseur und -produzent.

## Leben
Axel Braun, Sohn von Lasse Braun, ist in Italien aufgewachsen. Nach dem College erlangte er einen Doktorgrad in Psychologie. In den späten 1980er Jahren verließ Braun Italien und zog nach Los Angeles, wo er die Filmschule des Columbia College besuchte.
Braun spricht fünf Sprachen und reiste mit seinem Vater durch die Welt und arbeitete als sein Assistent, Drehbuchautor, Kameramann und Produzent, bevor er schließlich sein erstes eigenes Projekt inszenierte. Es war der Film The Adventures of the G-Man, die erste Folge einer erfolgreichen Serie.
Seinen Durchbruch im – für die Sexfilmindustrie wichtigen – US-amerikanischen Markt schaffte er 1997 mit dem Film The Book of Lust, gefolgt von Sexcape. Bei beiden Filmen war er neben dem Drehbuch auch als Produzent und Regisseur tätig. 1999 veröffentlichte er Fleshlight in den USA, sowie die kommerziell sehr erfolgreichen Filme Libido und The G-Spot Chronicles, der einer der bestverkauften Filme in Italien war.
2002 unterschrieb Braun einen Exklusivvertrag mit Elegant Angel Productions und veröffentlichte Gigolo: a love story, Delusion, The Bachelorette, Seduction und Trust (2003).
Im November 2002 ließ er sich seine Hände für zwei Millionen US-Dollar versichern. Im Januar 2003 ernannte ihn Patrick Collins zum General Manager von Elegant Angel, wo er weiterhin auch als Regisseur arbeitet. Eines seiner bekanntesten Werke ist der mit Pornoauszeichnungen prämierte Film Compulsion aus dem Jahr 2003 mit Ashley Long als Hauptdarstellerin.
Braun war von 2005 bis 2007 mit der Schwester von Belladonna verheiratet.
Am 8. Januar 2011, zum Geburtstag von Elvis Presley, veröffentlichte Braun die Pornoparodie Elvis XXX – A Porn Parody, in denen Elvis’ fiktive Freunde über bestimmte Ereignisse in seinem Leben erzählen, wie der Affäre mit Marilyn Monroe, dem Dreh von Viva Las Vegas oder die Hochzeit mit Priscilla Presley. Daraufhin bekam Braun eine Todeswarnung an seinem Auto, Braun verständigte daraufhin die Polizei. Er selbst sagte: Offensichtlich sind viele Elvis-Fans Kirchengänger. Der Film wurde für Brauns Produktionsfirma vivid trotzdem ein Erfolg.

## Filmografie (Auswahl)
- 1997: Sexcape
- 2007: Broken
- 2009: This Ain’t Happy Days XXX
- 2009: This Ain’t Star Trek XXX
- 2010: Batman XXX: A Porn Parody
- 2010: This Ain’t Avatar XXX
- 2010: This Ain’t Glee XXX
- 2011: This Ain’t Lady Gaga XXX
- 2011: Spider-Man XXX: A Porn Parody
- 2011: Elvis XXX – A Porn Parody
- 2011: This Ain’t Ghostbusters XXX
- 2012: Dark Knight XXX: A Porn Parody
- 2012: Avengers XXX – A Porn Parody
- 2012: Star Wars XXX – A Porn Parody
- 2012: This Ain’t The Expendables XXX
- 2013: Captain America XXX: An Axel Braun Parody
- 2013: This Ain’t Homeland XXX
- 2013: Wolverine XXX – An Axel Braun Parody
- 2013: Man of Steel XXX: An Axel Braun Parody
- 2013: Iron Man XXX: An Axel Braun Parody
- 2013: Thor XXX: An Axel Braun XXX Parody
- 2014: Riley Goes Gonzo
- 2014: Cinderella XXX: An Axel Braun Parody
- 2014: 24 XXX – An Axel Braun Parody
- 2014: X-Men XXX: An Axel Braun Parody
- 2015: Barbarella: An Axel Braun Parody
- 2015: Wonder Woman XXX: An Axel Braun Parody
- 2015: Supergirl XXX – An Axel Braun Parody
- 2016: Suicide Squad XXX: An Axel Braun Parody
- 2018: Deadpool XXX: An Axel Braun Parody
- 2023: Small Treasures

## Auszeichnungen
- 2004: Ninfa Award als „Mejor Director“ für Compulsion
- 2004: AVN Award in der Kategorie „Best Screenplay – Film“ für Compulsion
- 2010: XBIZ Award Director of the Year (Body of Work)
- 2011: Aufnahme in die AVN Hall of Fame
- 2011: AVN Award in der Kategorie „Best Screenplay – Adapted“ für Batman XXX: A Porn Parody
- 2011: AVN Award als „Director of the Year (Body of Work)“
- 2011: XRCO Award als „Best Director – Parody“
- 2012: XRCO Award als „Best Director – Parody“
- 2012: AVN Award in der Kategorie „Best Cinematography“ für Spider-Man XXX: A Porn Parody
- 2012: AVN Award als „Director of the Year (Body of Work)“
- 2014: Aufnahme in die XRCO Hall of Fame[1]
- 2014: Aufnahme in die NightMoves Hall of Fame
- 2018: XRCO Award als „Best Director – Parody“[2]